# Leonardo Capezzi
Leonardo Capezzi, né le 28 mars 1995 à Figline Valdarno, est un footballeur italien évoluant au poste de milieu relayeur à l'US Salernitana 1919.